# Jotam
Jotam var kung i Juda rike från cirka 759 f.Kr. till 743 f.Kr., efter sin far Ussia. Jotam regerade i 16 år och efterträddes av sin son Achas.